# Alkestormfugle
Alkestormfugle (Pelecanoididae) er en familie inden for ordenen af stormfugle, der kun omfatter slægten Pelecanoides med fire arter.

## Klassifikation
Slægt Pelecanoides
- Art Perualkestormfugl Pelecanoides garnotii
- Art Magellanalkestormfugl Pelecanoides magellani
- Art Sydgeorgisk alkestormfugl Pelecanoides georgicus
- Art Alkestormfugl Pelecanoides urinatrix